# Mario Kart 64
Mario Kart 64 (マリオカート64, Mario Kāto Rokujūyon) est un jeu vidéo de course de karting en 3D développé et édité par Nintendo en 1996 sur Nintendo 64. 
Deuxième épisode de la série Mario Kart après Super Mario Kart sorti sur SNES, c'est un jeu de course de karting dont la principale originalité vient de la possibilité d'utiliser diverses armes pour ralentir ses adversaires ainsi que des bonus sous forme de blocs colorés permettant de se protéger ou d'aller plus vite. Le joueur incarne un personnage du monde de Mario, et doit, au volant d'un kart, effectuer le plus rapidement plusieurs parcours jonchés de sauts, d'obstacles, mais aussi de raccourcis, dans le but de franchir en premier la ligne d'arrivée. Parmi les nouveautés de cette version se notent notamment les changements majeurs que sont l'apparition de la 3D et le support de quatre joueurs simultanés, des améliorations rendues possibles par la Nintendo 64. Plus en détail, au niveau du gameplay, les pièces de monnaie présentes dans le précédent épisode sont supprimées tandis que différents objets sont ajoutés.
Le jeu a reçu un succès critique et commercial retentissant, avec un million d'exemplaires du jeu vendus dans les six premières semaines après sa sortie. Le jeu s'est écoulé à 9,9 millions d'exemplaires dans le monde,.
Mario Kart 64 est disponible en téléchargement sur les Console Virtuelle de la Wii et de la Wii U mais nécessite une manette classique ou une manette GameCube. Le jeu sort également sur le Nintendo Switch Online en 2021.

## Univers

### Personnages
Le joueur choisit son pilote parmi un panel de huit personnages issus de la série Super Mario, à savoir Mario, Luigi, Peach, Toad, Yoshi, Donkey Kong, Wario et Bowser.
Les personnages varient en poids, vitesse et accélération. Les personnages les plus légers sont plus rapides mais moins maniables, tandis que les plus lourds partent moins en tête-à-queue et peuvent plus facilement se frayer un passage.
Koopa et Donkey Kong Jr., qui apparaissaient dans Super Mario Kart, ne sont plus présents dans cet épisode.

### Circuits et arènes
Les circuits sont inspirés de différents lieux de l'univers Super Mario. Chaque circuit est ainsi unique avec un thème distinct et contient divers obstacles et raccourcis. C'est à ce jour, avec Mario Kart 8 Deluxe, le seul volet de la série Mario Kart où toutes les coupes jouables sont disponibles dès le début du jeu.
Le jeu est truffé de nombreux clins d'œil au monde de Nintendo : la casquette de Mario recouvrant une tribune, l’œuf géant de Yoshi qui écrase les joueurs au milieu du circuit, et même la réplique du château de la Princesse Peach de Super Mario 64 est représenté sur un côté du circuit Autodrome royal.
| Circuits         | Circuits        | Circuits          | Circuits          |
| Coupe Champignon | Coupe Fleur     | Coupe Étoile      | Coupe Spéciale    |
| ---------------- | --------------- | ----------------- | ----------------- |
| Autodrome Luigi  | Autoroute Toad  | Stade Wario       | Jungle DK         |
| Ferme Meuh Meuh  | Route Glagla    | Royaume Sorbet    | Vallée Yoshi      |
| Plage Koopa      | Montagne Choco  | Autodrome royal   | Ponton lugubre    |
| Désert Kalimari  | Autodrome Mario | Château de Bowser | Route Arc-en-ciel |
| Arènes           |                 |                   |                   |
| Gros Donut       | Bloc Fort       | Double Étage      | Gratte-ciel       |

Par ailleurs, certains circuits et certaines arènes ont été revisités dans des épisodes postérieurs de la série en tant que circuits et arènes « rétros » :
- Dans Mario Kart DS : l'arène Bloc Fort et les circuits Ferme Meuh Meuh, Route Glagla, Montagne Choco et Ponton lugubre.
- Dans Mario Kart Wii : l'arène Gratte-ciel et les circuits  Autodrome Mario, Royaume Sorbet, Château de Bowser et Jungle DK.
- Dans Mario Kart 7 : l'arène Gros Donut et les circuits Autodrome Luigi, Plage Koopa et Désert Kalimari.
- Dans Mario Kart 8 : les circuits Autoroute Toad, Autodrome royal, Vallée Yoshi et Route Arc-en-ciel.
- Dans Mario Kart 8 Deluxe : les circuits Autoroute Toad, Autodrome royal, Vallée Yoshi et Route Arc-en-ciel, ainsi que Désert Kalimari et Montagne Choco en contenu additionnel.
- Dans Mario Kart Tour : les circuits Autodrome Luigi, Plage Koopa, Désert Kalimari, Route Glagla, Montagne Choco, Autodrome Mario, Autodrome royal et Vallée Yoshi.
- Dans Mario Kart World : l'arène Gros Donut et les circuits Montagne Choco et Stade Wario.

Enfin, le circuit Route Arc-en-Ciel, le plus long du jeu, a été adapté pour le jeu F-Zero X.

### Objets
Les objets sont la clé du jeu. Leur bonne gestion assure au joueur vitesse, protection et capacités d'attaque. Les différents objets se trouvent sur la route dans des boîtes multicolores pivotantes et marquées d'un point d'interrogation, nommées boîtes à objets. Le point d'interrogation en leur centre symbolise le hasard car le joueur ne peut pas savoir ce que contient la boîte. Ces boîtes sont régulièrement réparties sur les circuits, positionnées par rangées environ quatre à cinq fois par circuit ou arène et réapparaissent quelques secondes après avoir été récupérées.
Le contenu des boîtes à objets peut prendre plusieurs formes :
- Le Boo[4] : il permet de devenir temporairement invisible aux yeux des joueurs et des carapaces rouge. De plus, le joueur peut voler l'objet d'un adversaire qui en posséderait un.
- La Carapace verte (en simple ou en triple) : projectile à lancer. Sa trajectoire est une droite, elle part vers l'avant ou vers l'arrière du véhicule suivant la volonté du joueur. Elle rebondit sur les éléments du décor jusqu'à ce qu'elle touche un joueur ou un objet. Dès lors, elle disparaît. Le joueur peut également choisir de ne pas la lancer et de s'en servir de protection.
- La Carapace rouge (en simple ou en triple) : projectile autoguidé à lancer. Sa trajectoire n'est pas droite, elle se dirige automatiquement vers le joueur adverse le plus proche. Elle ne rebondit pas sur les éléments du décor et disparaît au premier obstacle. Le joueur peut également choisir de ne pas la lancer et de s'en servir de protection.
- La Carapace à épines : projectile autoguidé à lancer, disponible uniquement pendant une course. Elle vient directement percuter le joueur en tête de la course en parcourant le circuit à grande vitesse, et peut aussi renverser les autres joueurs sur son chemin. Elle n'est jamais donnée au premier de la course. Le joueur peut également choisir de ne pas la lancer et de s'en servir de protection.
- Le Champi Turbo (en simple ou en triple) : champignon fournissant une brève accélération.
- Le Champi Turbo doré : champignon offrant un nombre illimité d'accélérations pendant une période limitée.
- La Banane (par 1 ou par 5) : pelure à déposer sur la piste ou à lancer devant soi, permet de gêner les adversaires qui partiront en tête-à-queue s’ils roulent dessus.
- L'Éclair : pouvoir surpuissant qui électrocute et rétrécit momentanément les adversaires, qui se déplacent alors moins vite et qui deviennent susceptibles d'être écrasés. Il n'est jamais donné au premier de la course.
- La Fausse boîte à objets : leurre explosif ressemblant en tous points à une boîte bonus sauf qu'elle se distingue par un point d'interrogation à l'envers.
- La Super étoile : objet donnant une invincibilité et un surplus de vitesse temporaire.

En général, les joueurs les plus mal classés sont favorisés : plus le joueur est en retard, plus les objets qu'il recevra seront intéressants.
Par rapport à Super Mario Kart, la Pièce et la Plume acrobate ont été supprimées, tandis que la Carapace à épines, le Champi Turbo doré et la Fausse boîte à objets ont été ajoutés.

## Système de jeu

### Généralités
En mode solo, Mario Kart 64 est un jeu à difficulté auto-équilibrée, c'est-à-dire qu'il s'adapte automatiquement au niveau du joueur. Si le joueur est premier ou proche de la tête de la course, ses adversaires sont à vitesse maximale, vitesse égale ou très légèrement en dessous de celle du joueur. Lorsque celui-ci fait une erreur, percute un obstacle ou autre, les adversaires ralentissent automatiquement afin de permettre au joueur de se remettre dans la course. Dès lors, les adversaires accélèrent de nouveau à leur vitesse maximale. Ces changements sont à peine perceptibles par le joueur.
Le dérapage est une méthode avancée de contrôle du joueur qui lui permet d'accélérer légèrement après en avoir effectué un. Cette accélération est appelée mini-turbo. Le mini-turbo a été inclus dans tous les jeux de la série Mario Kart avec le dérapage.
Le jeu est compatible avec le Controller Pak N64, mais seuls les temps des fantômes dans le mode Contre-la-montre sont enregistrés, les autres données étant enregistrées dans la cartouche du jeu.

### Modes de jeu
Dans le mode Grand Prix, le joueur concourt face à sept adversaires dirigés par la console, dans des séries de quatre courses, chacune récompensée par une coupe. Il y a quatre niveaux de difficulté qui sont représentés par la cylindrée du moteur du kart. Au début du jeu, le joueur n'a le choix que parmi trois catégories : 50, 100 et 150 cc. Terminer toutes ces catégories offre la possibilité de jouer en difficulté extra, avec les circuits miroirs. Ce mode est accessible en écran splitté horizontal pour plusieurs joueurs en même temps. À deux, le joueur peut choisir de laisser six autres adversaires dirigés par la console ou de les supprimer, tandis qu'à trois et quatre joueurs, il n'y a jamais d'adversaires.
Le mode Contre-la-montre permet au joueur de se trouver seul sur un circuit et doit améliorer son temps. Pour cela, il dispose de ses fantômes afin de juger s’il a de l'avance par rapport à son meilleur tour. Ce mode n'est disponible qu'en mode un joueur.
Enfin, le mode Bataille propose à deux, trois ou quatre joueurs de se battre, toujours au volant d'un kart, dans des arènes spécialement créées, en utilisant les divers objets du jeu. Chaque joueur dispose de trois ballons attachés à leur kart. Ces ballons représentent le niveau de vie restant du joueur, le but du jeu est de ne pas les laisser s'envoler, ce qui arrive lorsqu'il percute un objet posé ou lancé par ses adversaires ou s’il tombe dans le vide. Le gagnant est le dernier joueur restant dans l'arène. Il y a quatre arènes disponibles, chacune étant différente. Il n'y a pas de circuit ou de point de passage, les joueurs y circulent librement à l'intérieur.

## Développement
Pendant son développement, le jeu était surnommé Super Mario Kart R. Dans les versions beta, Kamek (appelé Magikoopa) était jouable mais il a été remplacé par Donkey Kong dans la dernière version du jeu. Enfin des changements graphiques sont visibles : dans la version beta, les boîtes à objets étaient noires et les publicités sur les bords du circuits étaient différentes. Le jeu a été créé pour concurrencer Sonic R.

### Graphismes
Le passage en trois dimensions, qui était auparavant impossible pour les graphismes en Mode 7 de Super Mario Kart, n'est apparent que pour les circuits, ce qui permet d'avoir des niveaux sur plusieurs étages, des sauts et des murs. Cependant, les personnages demeurent en 2D et sont représentés par des sprites.
La vue utilisée dans le jeu est une vue objective placée derrière le joueur. C'est la seule vue disponible hors visionnage, mais le joueur peut éloigner la caméra du personnage.

### Musique
La musique du jeu a été composée par Kenta Nagata.
La musique d'introduction est basée sur celle de Super Mario Kart et a été réutilisée plus tard, pour Dance Dance Revolution: Mario Mix sur Nintendo GameCube ainsi que tous les autres Mario Kart de la série.
En ce qui concerne les bruitages, outre les effets d'ambiance et les bruits de moteur, les voix des personnages sont présentes lorsqu'ils effectuent une action, et la voix de Mario dirige le joueur dans le menu.

### Équipe de développement
Voici quelques acteurs importants dans la conception de Mario Kart 64.
- Réalisateur : Hideki Konno
- Programmeurs : Masato Kimura, Kenji Yamamoto, Yasuhiro Kawaguchi, Yuzuru Ogawa, Masahiro Kawano, Hirohito Yoshimoto
- Directeur visuel : Tadashi Sugiyama
- Programmeurs son : Taro Bando, Yoji Inagaki
- Producteur exécutif : Hiroshi Yamauchi
- Producteur : Shigeru Miyamoto

### Éditions
Lors de sa sortie au Japon, le jeu est disponible en deux versions : une version normale et une version avec deux manettes de jeu supplémentaires. Mario Kart 64 est le premier jeu à proposer un mode 4 joueurs sur la console. Mais lors de sa sortie aux États-Unis et en Europe, seule la version sans manette est commercialisée, et il y a une pénurie de manettes de jeux rapidement après sa sortie.

## Accueil

### Ventes
Le jeu est d'abord édité au Japon, où il suscite un immense engouement de la part des joueurs. Il fait partie des meilleures ventes pendant plus d'une année, vendu à plus de deux millions d'exemplaires. Aux États-Unis, plus de 6 millions de cartouches sont vendues et à sa sortie sur le territoire américain, le jeu bat tous les records de ventes pour un jeu vidéo, se vendant dix fois plus vite que le précédent record, Super Mario 64. L'année de sa sortie, le jeu a été le record des ventes sur Nintendo 64. « Lorsque nous avons lancé Mario Kart 64, nous estimions que nous en vendrions plus d'un million avant la fin du mois de mars » explique Peter Main, le vice-président de Nintendo's executive, sales and marketing. Deux ans après sa sortie, le jeu est toujours dans le top 10 des ventes sur Nintendo 64 aux États-Unis, au Royaume-Uni et au Japon. Après ce succès commercial, la société britannique Rare (célèbre pour le jeu GoldenEye 007 sur Nintendo 64) produit un jeu similaire, Diddy Kong Racing, surnommé Mario Kart 2, mais qui n'a pas eu le même succès.

### Récompenses
Mario Kart 64 a reçu le prix du Jeu de l'année 1997 toutes consoles confondues, selon TRST.